# Pandora (ювелирный дом)
Pandora, «Пандо́ра» — датская ювелирная компания, основанная в 1982 году супругами Пером и Винни Энивольдсен.

## История
В 1982 году ювелир Пер Энивольдсен с женой Винни открыли в Копенгагене магазин, в котором продавали ювелирные изделия, импортированные из Таиланда. В 1987 году магазин был закрыт, Pandora перешла на оптовые продажи. В 1989 году было нанято 2 дизайнера ювелирных украшений и открыта фабрика в Таиланде. Компания выпускала кольца, ожерелья, серьги и часы.
В 2000 году было начато производство браслетов с брелоками, которые быстро приобрели большую популярность. Они представляют собой серебряную нить, на которую нанизываются различные бусины из золота, серебра, полудрагоценных камней и других материалов. В 2003 году были начаты продажи в США, сначала через ювелирные магазины и сувенирные лавки, а с 2007 года — через собственные магазины.
В 2008 году 60 % акций компании приобрёл датский инвестиционный фонд Axcel. Началось расширение розничной сети — к концу 2010 года было более 10 тыс. брендовых магазинов в 55 странах мира; выручка выросла с 1,9 млрд крон в 2008 году до 6,6 млрд крон в 2010 году. Pandora вышла на третье место в мире по продажам ювелирных изделий после Cartier и Tiffany & Co. В октябре 2010 года компания провела IPO на Копенгагенской фондовой бирже, которое принесло более 2 млрд долларов. В январе 2011 года курс акций компании достиг рекордного значения — 371,9 крон ($67). В течение 2011 года, из-за того, что Pandora не смогла адаптироваться к высоким ценам на золото и серебро, дела компании пошли резко на спад. В августе 2011 года, когда было объявлено об отставке генерального директора Миккеля Венделина Олесена, курс обвалился до 51 кроны за акцию. В следующие годы, однако, компания демонстрировала высокие темпы роста выручки — в 2012 году продажи составили 9 млрд крон, а в 2014 году — 11,9 млрд крон. В 2015 году компанией было произведено около 100 млн ювелирных изделий, выручка за год составила 16,7 млрд крон ($2,7 млрд).
В 2021 году компания объявила о том, что перестаёт использовать добытые алмазы и полностью переходит на синтетические.

## Деятельность
Основной продукцией компании являются браслеты с брелоками, также выпускает другие ювелирные изделия. Основные материалы, с которыми работает компания — вторичное серебро и золото, а также синтетические алмазы, поделочные камни, кожа, древесина и стекло. Производственные мощности состоят из 3 фабрик в Таиланде, на которых работает 11,3 тыс. человек. В 2024 году было начато строительство фабрики во Вьетнаме на 7 тыс. рабочих.
Выручка компании за 2024 год составила 31,7 млрд датских крон (4,8 млрд долларов США), ключевыми рынками были США (31 % выручки), Великобритания (12 %), Италия (8 %), Германия (7 %), Испания (5 %), Мексика (5 %), Франция (4 %), Австралия (3 %), Китай (1 %). Основными каналами сбыта были собственные брендовые магазины (60 % продаж) и свои интернет-магазины (22 %), остальное было реализовано оптом сторонним торговым сетям. Сеть брендовых магазинов по состоянию на конец 2024 года насчитывала 6,8 тыс. торговых точек, из них 2,8 тыс. — собственные, остальные — франчайзинговые. От выручки 31,7 млрд крон себестоимость продукции составила 6,4 млрд крон.
Арбитражный суд Москвы 30 апреля 2025 года по иску Сбербанка признал АО «Панклуб», которое управляло бывшей сетью магазинов ювелирного ритейлера Pandora в России, банкротом.

## Галерея

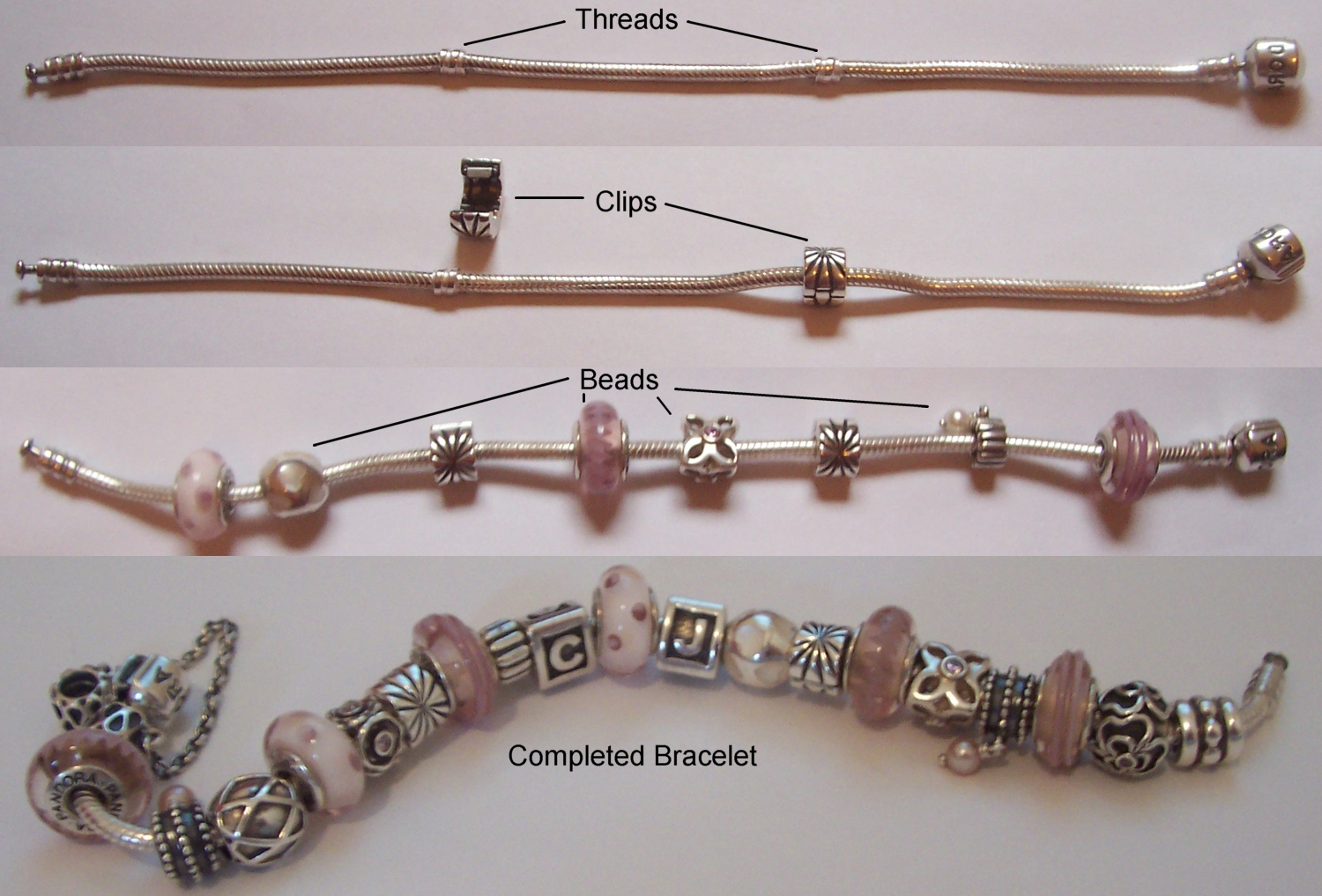
Устройство браслета
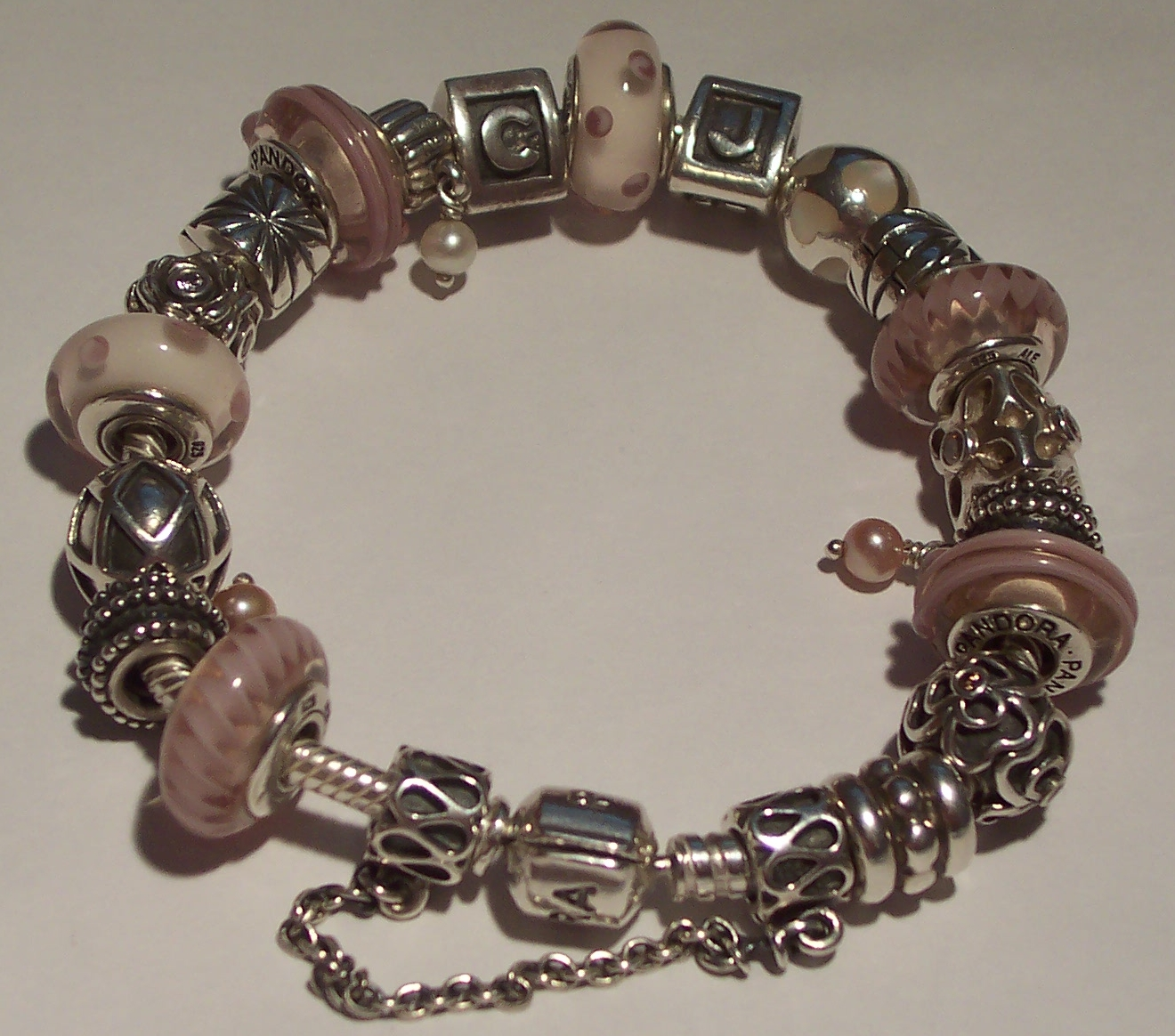
Браслет
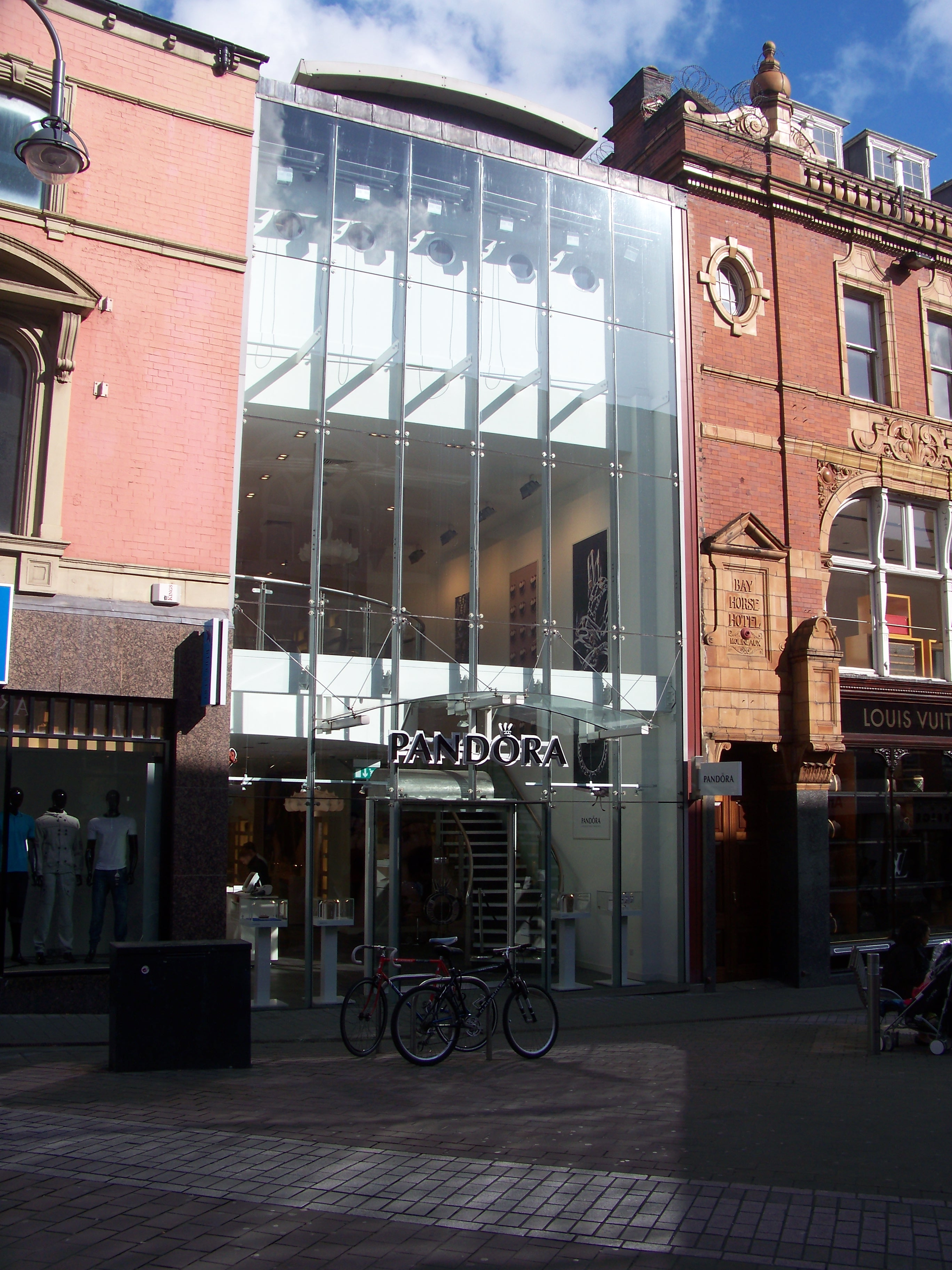
Магазин Pandora в Лидсе, Великобритания
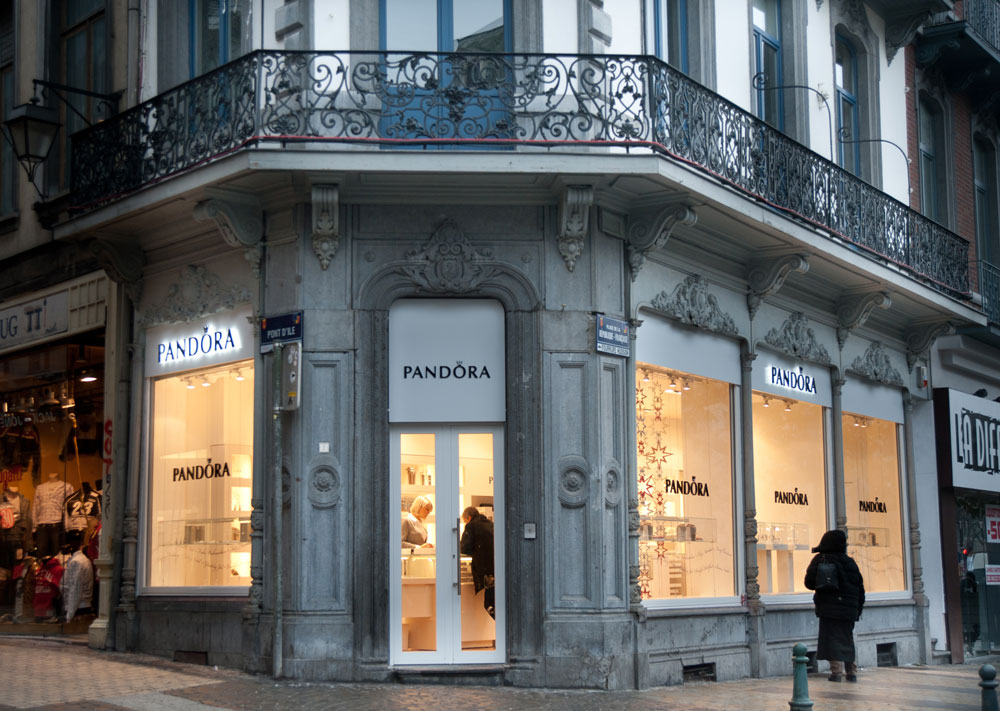
Магазин Pandora в Льеже, Бельгия